# Mehrangiz Dolatshahi

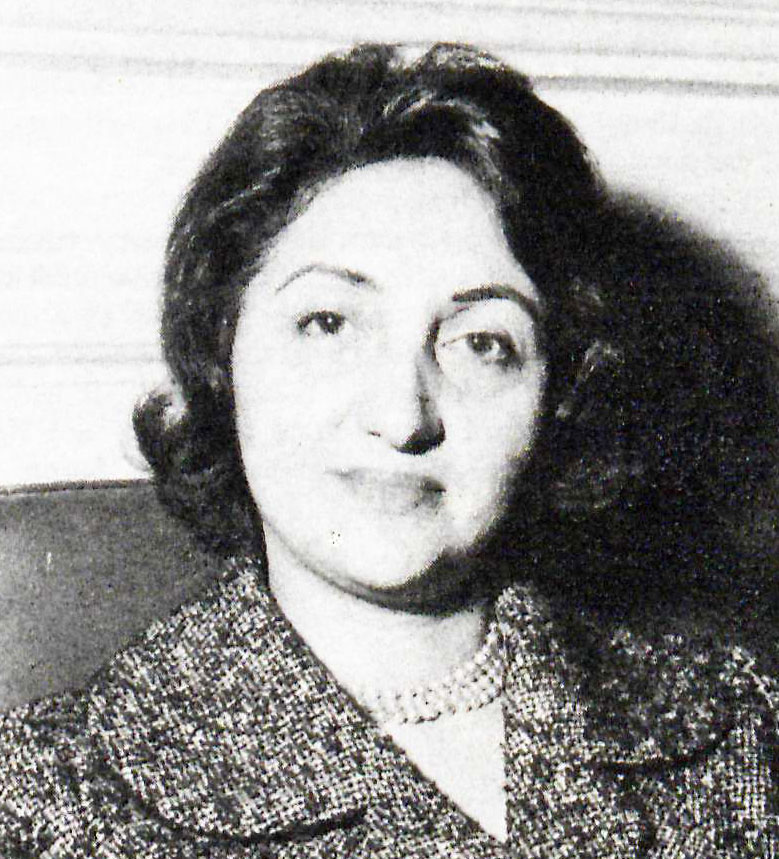
1963

Mehrangiz Dolatshahi (auch Mehrangis Dolatschahi, geboren am 13. Dezember 1919 in Isfahan; gestorben am 11. Oktober 2008 in Paris) war eine iranische Politikerin und soziale Aktivistin.

## Leben
Sie war die älteste Tochter von Mohammad Ali Mirza Meshkout Al Dowleh und dessen Frau Akhtar ol-Mulk. Ihre Familie gehörte aufgrund der Abstammung von Prinz Mohammad Ali Mirza Dolatshah zur bis 1925 regierenden Kadscharen-Dynastie (Schahzadi Mihranghiz Chanum war ihr Name als geborene Prinzessin) und besaß große Ländereien in Kermānschāh. Ihre Cousine Esmat Dolatshahi wurde die vierte Ehefrau von Reza Schah Pahlavi.
Sie studierte in Deutschland an den Universitäten von Berlin und Heidelberg und erwarb dort einen Doktortitel in Sozial- und Politikwissenschaften.
1946 begann sie, in sozialen Projekten im Iran zu arbeiten. Sie gründete die Organisation Rah-e No (Neuer Weg), welche Lesekurse und Fortbildungsveranstaltungen für Frauen anbot sowie deren Rechte vertrat. Nach der Einführung des Frauenwahlrechts 1963 wurde sie für die Provinz Kermanschah ins Madschles gewählt, wo sie sich in drei Amtszeiten weiterhin für Frauenrechte einsetzte, etwa für das Familienschutzgesetz. Dieses gab Frauen das Scheidungsrecht und führte die Pflicht für Männer ein, vor einer zweiten Heirat die Erlaubnis der ersten Ehefrau einzuholen.
Von 1973 bis 1976 war Mehrangiz Dolatshahi als Nachfolgerin von Mary McGeachy Präsidentin des Internationalen Frauenrats, nach ihr folgte Prem Purachatra.
1976 als Botschafterin nach Dänemark entsandt, verließ sie die Botschaft angesichts der Islamischen Revolution 1979 und ging nach Paris ins Exil. Erst ab 2015 gab es mit Marsieh Afcham in Malaysia die zweite Botschafterin der iranischen Geschichte. Dolatshahi schrieb 2002 ein Buch über Gesellschaft, Politik und die Frauenbewegung des Iran; sie starb 2008.